# Nikíti
Nikíti, en grec moderne : Νικήτη, est un village côtier du dème de Sithonie, district régional de Chalcidique, en Macédoine-Centrale, Grèce.
Selon le recensement de 2011, la population du village s'élève à 2 711 habitants.